# 达乌达·马拉姆·旺凯
达乌达·马拉姆·旺凯（法語：Daouda Malam Wanké；1946年5月6日—2004年9月15日）是尼日尔军事和政治领导人。他来自豪萨族。

## 生平
他出生于尼日尔首都尼亚美附近的Yellou。他进入了尼日尔军队，军衔升至少校，官至总统卫队长。1999年4月9日，他发动军事政变，枪杀总统易卜拉欣·巴雷·迈纳萨拉，自任国家元首兼全国和解委员会主席。
在他主持下，1999年11月尼日尔举行了大选，大选后，他将权力移交给民选总统坦贾·马马杜。下台后，他受到心血管疾病和高血压的困扰。在去世前几个月，他前往利比亚、摩洛哥和瑞士等国接受治疗，最后死在尼亚美，遗下妻子和三个孩子。
| 前任： 易卜拉欣·巴雷·迈纳萨拉 | 尼日尔总统 1999年-1999年 | 繼任： 马马杜·坦贾 |